# Liste der Monuments historiques in Neulliac
Die Liste der Monuments historiques in Neulliac führt die Monuments historiques in der französischen Gemeinde Neulliac auf.

## Liste der Bauwerke
| Bezeichnung        | Beschreibung | Standort      | Kennzeichnung | Schutzstatus | Datum | Bild           |
| ------------------ | ------------ | ------------- | ------------- | ------------ | ----- | -------------- |
| Kapelle Notre-Dame |              | Carmès (Lage) | PA00091462    | Classé       | 1980  | weitere Bilder |

## Liste der Objekte
- Monuments historiques (Objekte) in Neulliac in der Base Palissy des französischen Kultusministeriums